# Rock Creek (Ohio)
Pour les articles homonymes, voir Rock Creek.
Rock Creek est un village américain situé dans le comté d'Ashtabula, dans l'Ohio. Selon le recensement de 2010, sa population est de 529 habitants.